# Jean Mayné
Jean Mayné, né à Watermael-Boitsfort le 12 octobre 1854 et mort à Ixelles le 2 décembre 1924, est un peintre belge.
Son champ pictural couvre les scènes de genre et les portraits. Sa palette est parfois orientaliste.

## Biographie

### Famille
Né à Watermael-Boitsfort le 12 octobre 1854, Jean Mayné est issu d'une famille d'artistes. Il est le fils de Philippe Mayné (1823-1898), dessinateur et fabricant de mobilier de jardin, et de Marie Catherine Debecker (1822-1879), peintre et aquarelliste. 
Jean Mayné épouse à Ixelles, le 1er juillet 1885 Joséphine Pilloy (1860-1919). Le couple a trois enfants : Raymond (1887), ingénieur, Berthe (1889), peintre et Jules (1891), dessinateur.

### Formation
Jean Mayné fait ses premiers pas de dessinateur dans l'atelier de son père. Plus tard, il fréquente régulièrement l'atelier privé de Jean-François Portaels. De 1873 à 1879, il se forme à l'Académie royale des beaux-arts de Bruxelles. Il se perfectionne successivement dans le  dessin d'après modèles antiques (torse et fragments) et dans le dessin et peinture d'après nature. Aux examens de l'année scolaire 1878-1879, il termine douzième, devançant d'une place James Ensor.

### Carrière
En 1880, Jean Mayné est nommé professeur de dessin et de modelage à l'École communale de dessin et de modelage d'Ixelles, dénommée en 1884 École des arts industriels et décoratifs d'Ixelles.
En 1881, il participe à la dernière exposition du groupe d'artistes La Chrysalide, dont il est membre. L'année suivante, il expose au Salon triennal d'Anvers. Appartenant au groupe fondateur du Cercle des Aquarellistes et des Aquafortistes Belges, fondé le 3 août 1883 et dissout quelques mois plus tard, il devient membre, en 1884, du cercle Les Hydrophiles, et participe à trois de leurs cinq expositions.
Il fait partie du groupe L'Essor avec François Halkett, Alexandre Hannotiau, Léon Houyoux, et Léon Herbo. Il expose régulièrement à L'Essor de 1879 à 1891. 
En juillet 1889, Jean Mayné reçoit une médaille de bronze à l'Exposition universelle de Paris. Il illustre, cette année également, le second album de la Société des aquafortistes belges avec une œuvre choisie par le jury du concours et intitulée Vieille femme en prière. En 1892, il participe à l'exposition inaugurale du Musée d'Ixelles. En 1895, Jean Mayné est l'un des peintres belges représentés à l'Exposition de Bordeaux.
À partir de 1912, il fait partie du comité exécutif de l'Union des Artistes Ixellois, dont Léon Mundeleer est président. En 1918, ses œuvres sont exposées au Salon des Artistes Ixellois, aux côtés de celles de sa fille Berthe Mayné.
Le 2 décembre 1924, Jean Mayné, veuf depuis 1919, meurt à Ixelles, à l'âge de 70 ans.

## Œuvre

### Champ pictural
Jean Mayné peint des portraits, des scènes de genre et des scènes orientales. Il a également contribué à la peinture du Panorama du Caire.
Contrairement à ses peintures à l'huile minutieuses, ses œuvres au pastel et au crayon noir se caractérisent par une grande expressivité due à la rigueur du trait et à de forts contrastes du clair-obscur.

### Expositions

#### Expositions triennales
- Salon de Bruxelles de 1881 : Coin de nature et Le Mouton[10].
- Salon d'Anvers de 1882[11].
- Salon de Bruxelles de 1884 : Le Moissonneur[12].
- Salon de Bruxelles de 1887 : Portrait de Mr V.D.[13].
- Salon d'Anvers de 1888 : Une Procession[14].
- Salon de Gand de 1889 (XXXIV) : Portrait de Mr R.[15].
- Salon de Bruxelles de 1890 : Procession[16].
- Salon de Gand de 1892 (XXXV) : À la côte[17].
- Salon de Bruxelles de 1893 : Un Coin de nature, Idylle et Portrait de Mme M.[18].
- Salon de Bruxelles de 1897 : Portrait du commandant Lothaire et Portrait de M.G.H.[19].
- Salon de Bruxelles de 1900 : Zélandaises et Portrait de Mme S.[20].
- Salon de Bruxelles de 1903 : Un Bal d'enfants, Le Sabotier et La Dentellière[21].
- Salon de Bruxelles de 1907 : Portrait de M.R.[22].

#### Expositions de cercles artistiques (sélection)
- Quatrième exposition de La Chrysalide (1881)[23].
- Exposition du Cercle artistique de Bruxelles de 1882 (X)[24].
- Exposition de blanc et noir de L'Essor de juillet 1883 : dessins[25].
- Exposition de L'Essor (VIII) (1883-1884)[26].
- Exposition du cercle Les Hydrophiles 1885 (II)[27].
- Exposition du cercle Les Hydrophiles de 1886 (III)
- Exposition du cercle Les Hydrophiles de 1887 (IV)[28].
- Exposition individuelle au Cercle artistique de Bruxelles, du 1er au 8 décembre 1893.

### Réception critique
Lorsqu'il expose au Salon de Bruxelles de 1890, le critique de L'Indépendance belge écrit : 

« M. Mayné a fait un effort qui n'a pas été infructueux dans sa Procession, où l'on remarque le naturel des figures de prêtres et d'assistants, une exécution qui a de la fermeté et de la précision sans dureté et un effet de plein air bien observé, en ce sens que la lumière enveloppe les objets au lieu de les pénétrer, comme cela se voit dans les peintures de certains novateurs. »

### Galerie

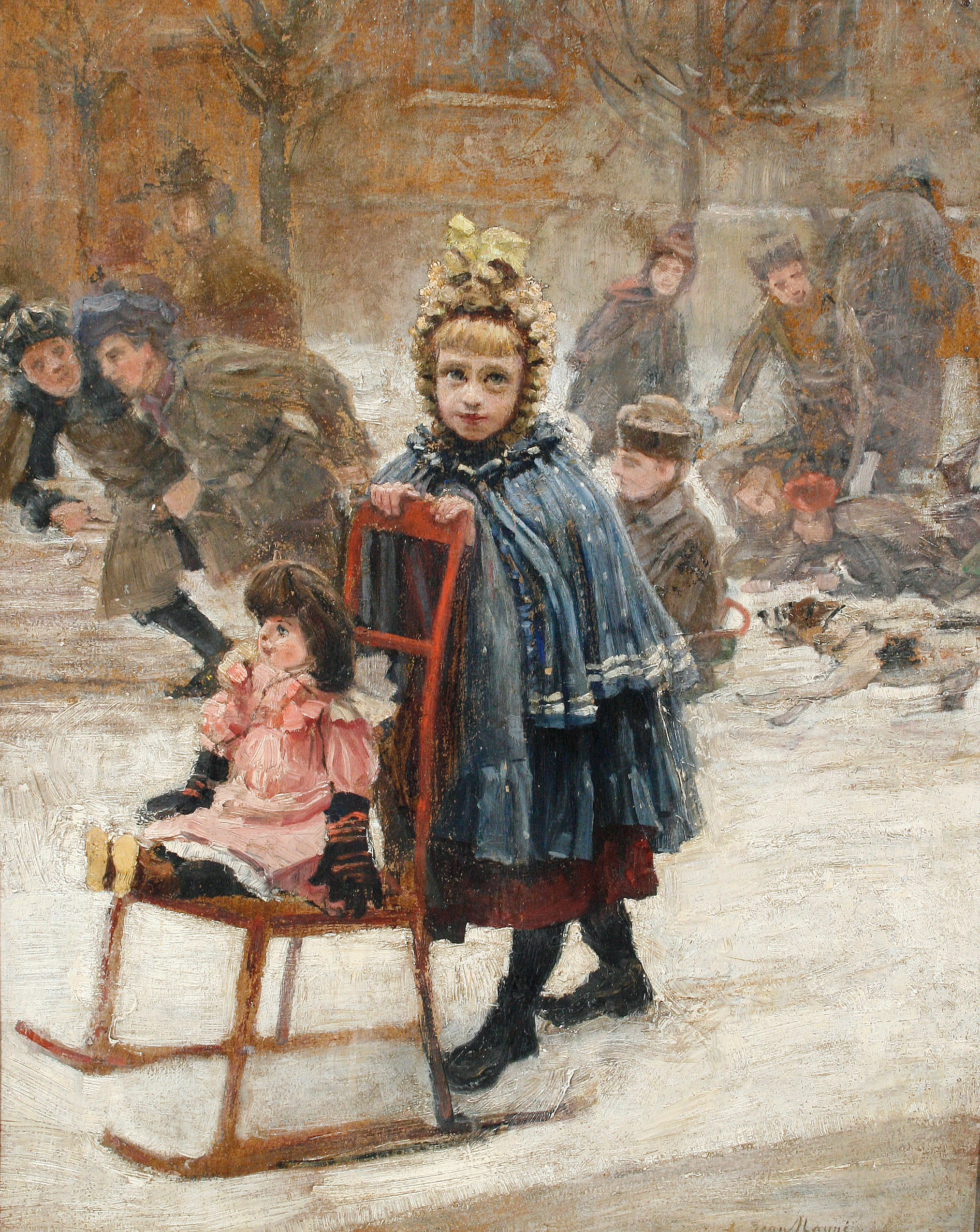
Scène d'hiver.
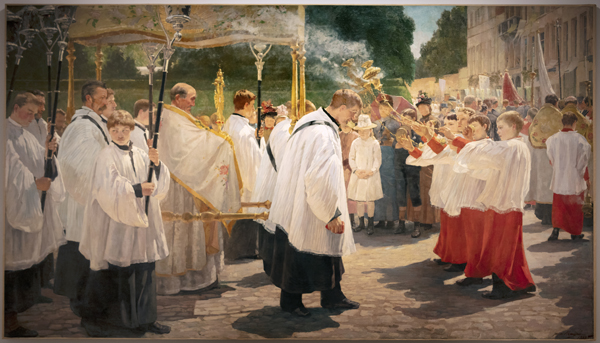
La Procession du Saint-Sacrement (1888).